# 倫德斯堡施塔特湖

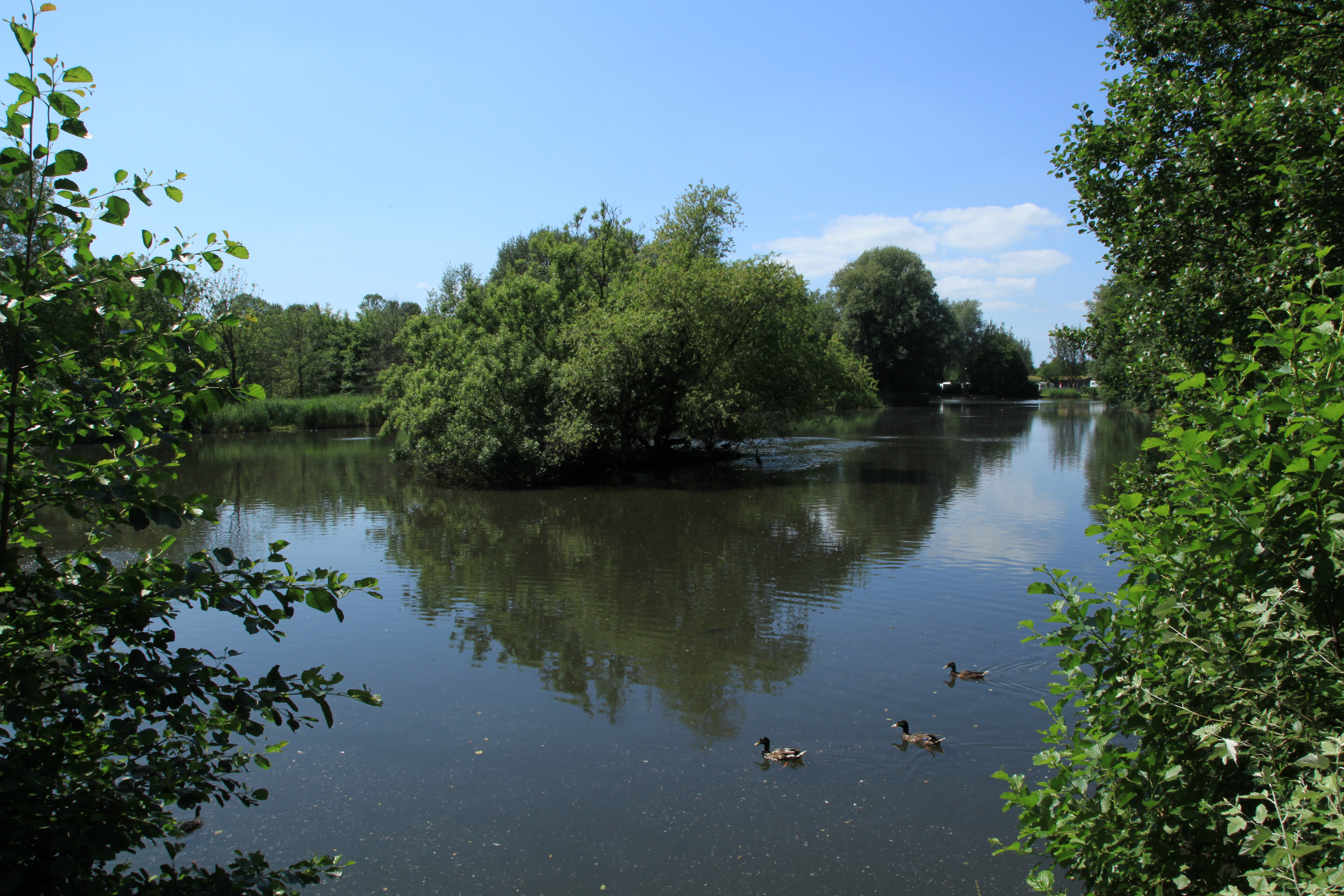

倫德斯堡施塔特湖（德語：Rendsburger Stadtsee），是德國的湖泊，位於該國北部石勒蘇益格-荷爾斯泰因州，由倫茨堡-埃肯弗德縣負責管轄，長0.7公里，面積0.04平方公里，平均水深1米，最大水深1.5米，水體容量3.5萬立方米。